# Formata

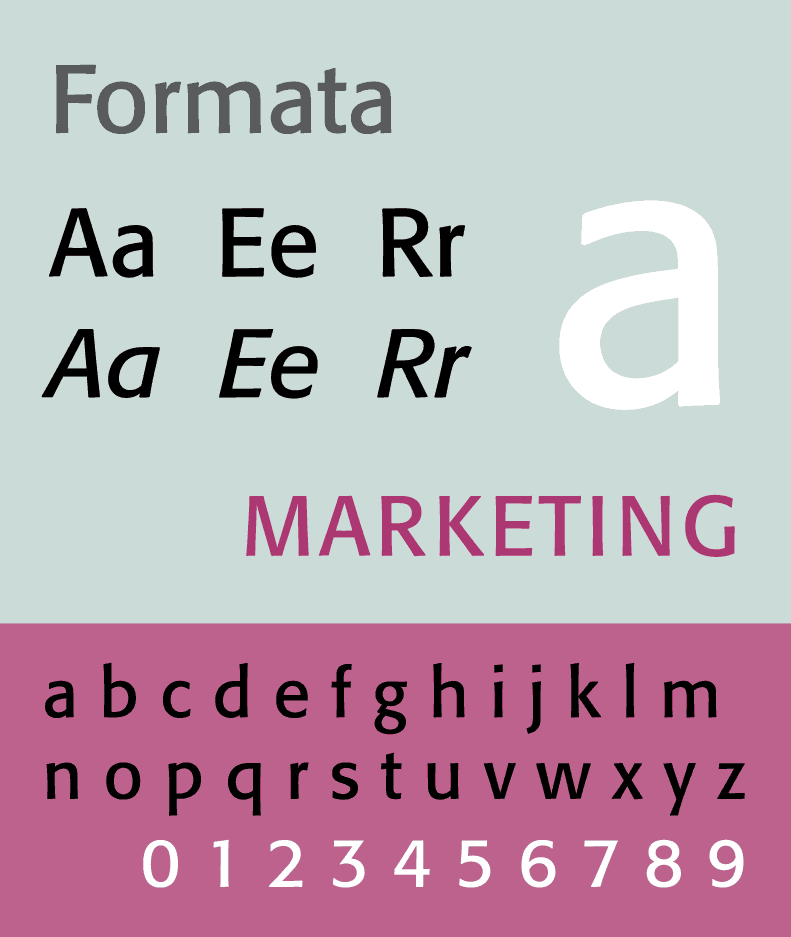
Schriftbeispiel der Formata

Die Schriftart Formata gehört zur Schriftklasse der Serifenlose Linear-Antiqua (Grotesk). Sie ist Renaissance-beeinflusst und wurde 1984 in den Standardschnitten Light, Regular, Medium und Bold und ihren Kursivvarianten sowie als Outlineschnitt von Bernd Möllenstädt für die H. Berthold AG entworfen. 1988 ergänzte Möllenstädt die Schriftfamilie um die Condensed-Varianten (schmalere Buchstaben), später zusätzlich um eine „ExtraCondensed“-Version der Standardschnitte. Aus den Formen der Formata entwickelte Möllenstädt zudem die Schriftart Signata, die stärkere Kontraste zwischen horizontalen und vertikalen Strichstärken aufweist.
Aktuell wird die Schrift von der französischen Tageszeitung Midi Libre für Überschriften verwendet. Die Formata war in den Printmedien die Hausschrift der Allianz-Gruppe. Die Schrift wurde zudem von Neckermann Reisen, Postbank, Infratest und Škoda  als Hausschrift verwendet. Die Partei Lega Nord verwendete im Wahlkampf 2008 in Italien die Schrift auf ihren Plakaten für den Spitzenkandidaten Umberto Bossi. Bei der Wahl der 100 besten Schriften des FontShops landete die Schriftart auf Platz 46.

## Klassifikation der Schrift
- Nach DIN 16518 kategorisiert man die Formata in der Gruppe VIa (Serifenlose Linearantiqua mit klassizistischem Charakter).
- Hans Peter Willberg ordnet sie in seiner Klassifikationsmatrix als statische Grotesk ein.